# Plinio Bolla (Professor)
Plinio Bolla (Professor) (* 29. Dezember 1896 in Olivone; † 29. Juli 1963 in Morcote, heimatberechtigt in Castro TI) war ein Schweizer Rechtsanwalt, Professor an der Universität Pavia, Politiker der FDP, Bundesrichter und Präsident der Schweizerischen Juristenvereinigung.

## Biografie
Plinio Bolla war Sohn des Plinio Bolla und dessen Ehefrau Fanny geborene Blanchoud, Bruder von Arnaldo, Fulvio und Ines. Er heiratete Gaby Schmidhauser. Im Jahr 1921 promovierte er an der Universität Lausanne zum Doktor der Rechtswissenschaften. Er war Rechtsanwalt und Notar in Bellinzona von 1922 bis 1925 und später Professor für Schweizerisches Zivilrecht an der Universität von Pavia. Der Radikalliberale (Radikaldemokratische Partei, PRD) war Mitglied des Tessiner Grossrates von 1921 bis 1925. Dann war er Richter von 1925 bis 1950 und Präsident von 1945 bis 1946 des Bundesgerichts sowie Präsident der Schweizerischen Juristenvereinigung von 1938 bis 1949.
Er präsidierte u. a. die Eidgenössische Schiedskommission für Urheberrechtssammlungen, die Schweizer Gruppe des Internationalen Verbandes zum Schutze des gewerblichen Eigentums und die Verständigungskommission zwischen Dänemark und Schweden sowie zwischen Italien, Frankreich und England. Im Jahr 1949 war er Mitglied der Schweizer Delegation an der Genfer Konferenz zum Schutz der Kriegsopfer. Die Universität Utrecht verlieh ihm die Ehrendoktorat honoris causa.